# Histoire des poisons
L’histoire des poisons s'étend de 4500 av. J.-C. à nos jours. Les poisons ont été utilisés à de nombreuses fins, au fil de l’histoire humaine, plus communément comme arme, antidote au venin et médicament. Le poison a été à l’origine de beaucoup de progrès dans différentes branches de la médecine, comme la toxicologie, parmi d’autres sciences.
Le poison a été découvert dans l’antiquité et a été utilisé par les tribus et les civilisations anciennes comme outil de chasse pour accélérer et assurer la mort de leurs proies ou de leurs ennemis. Cet usage du poison s’est développé et bon nombre de ces peuples de l’antiquité ont commencé à fabriquer des armes spécifiquement conçues pour l’usage du poison. Plus tardivement dans l'histoire, en particulier au moment de l’Empire romain, l'un des usages les plus fréquents du poison était l’assassinat. Dès 331 av. J.-C., des empoisonnements perpétrés à la table du repas ou par ingestions de boissons ont été signalés et cette pratique est devenue un phénomène répandu. Le recours à des substances mortelles a été observé dans toutes les classes sociales, même la noblesse les a souvent utilisées pour éliminer des adversaires politiques ou économiques.
Dans l’Europe médiévale, le poison est devenu une des méthodes d'assassinat les plus populaires, même si des antidotes sont apparus pour beaucoup de substances parmi les poisons les plus largement répandus. Cette pratique a été stimulée par la disponibilité accrue des poisons, des boutiques connues sous le nom d’apothicairies, vendant des produits divers à usage médicinal, ont été ouvertes au public et, à partir de là, des substances qui étaient traditionnellement utilisées dans un but thérapeutique ont été employées à des fins moins avouables. À peu près au même moment, d'autres régions du monde ont fait de grands progrès en matière de poison, les arabes sont parvenus à obtenir des composés d’arsenic inodores et incolores, ce qui rendait les tentatives d’assassinats impossibles à détecter. À ce moment-là, cette « épidémie d’empoisonnement » s’est également répandue dans certaines parties de l’Asie.
Au cours des siècles, l'usage de poisons à des fins répréhensibles a continué à se répandre. Les moyens de traiter les empoisonnements ont également continué à progresser, mais de nouveaux poisons sont apparus et ont été en vogue chez les criminels. De nos jours, l'intoxication intentionnelle est moins fréquente et le risque d’intoxication accidentelle par diverses substances et produits existe désormais davantage dans la vie quotidienne. En outre, son usage s'est élargi de façon exponentielle; le poison est souvent utilisé comme pesticide, désinfectant, solution de nettoyage ou conservateur, entre autres. Malgré cela, le premier usage du poison — comme engin de chasse — persiste encore dans certaines régions reculées des pays en développement, en particulier en Afrique, en Amérique du Sud, et en Asie.

## Antiquité et préhistoire

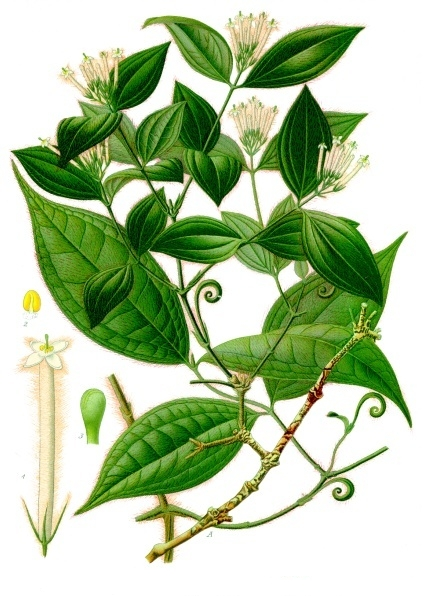
Strychnos toxifera, une plante utilisée pour empoisonner les pointes de flèches.

Les découvertes archéologiques prouvent que, bien que les hommes primitifs aient utilisé surtout des armes classiques telles que la hache et la massue, et plus tard l'épée, ils disposaient de moyens de destruction plus subtils, pour provoquer la mort — quelque chose qui pouvait être obtenu par le poison. Des rainures pour introduire et utiliser des poisons, tels que la tubocurarine, ont été retrouvées sur leurs armes et outils de chasse, montrant que les premiers humains avaient découvert des poisons de différentes puissances et les utilisaient pour leurs armes. Il est probable que l'existence de ces étranges substances nocives, ainsi que leur mode d’emploi a été gardé secret par les membres les plus importants d'une tribu ou d’un clan et ont été considérés comme les emblèmes d'un grand pouvoir. Cela peut également avoir donné naissance au concept ou au stéréotype d’ "homme médecine" ou de "sorcier".
Le poison est d'usage au sein de nombreuses royautés du monde antique. Ainsi, pendant la seconde guerre punique qui voit s'affronter Rome et Carthage, la princesse carthaginoise Sophonisbe l'utilise pour mettre fin à ses jours, afin de ne pas tomber vivante aux mains de ses ennemis.
Une fois que l'usage et le danger du poison a été connu, il est devenu évident qu’il fallait faire quelque chose pour s’en prémunir. Mithridate VI, roi du Pont (un état du nord de l’Anatolie pendant l’antiquité hellénistique), vers 114-63 av. J.-C., vivait dans la peur constante d'être assassiné par le poison. En véritable pionnier, il a entrepris un laborieux travail à la recherche d'un remède contre les poisons. Dans sa position au sommet du pouvoir, il avait la possibilité d’expérimenter l’effet des poisons sur des condamnés à mort, puis de tester un éventuel antidote. Il était paranoïaque au point de s’administrer quotidiennement de faibles doses de substances toxiques dans l'espoir de s’immuniser lui-même contre le plus grand nombre possible de poisons. Finalement, il a découvert une formule associant, en petites quantités, plusieurs dizaines de plantes médicinales parmi les plus connues de l'époque et il avait appelé cette panacée, le Mithridatium. Sa composition était gardée secrète jusqu'à l’invasion de son royaume par Pompée qui a ramené à Rome le nouveau remède. Après la victoire de Pompée, les notes secrètes décrivant les plantes médicinales qui composaient l’antidote de Mithridate ont été trouvées par les Romains et traduites en latin.
Pline l'Ancien a décrit plus de 7 000 poisons différents. Il décrit l’un d’eux comme étant « Le sang d'un canard trouvé dans un certain quartier du Pont, lequel était censé se nourrir d’aliments empoisonnés, aussi le sang de ce canard a-t-il ensuite été utilisé pour la préparation du Mithridatum, parce qu’il se nourrit de plantes toxiques et n’en souffre aucunement. »
Le chirurgien indien Sushruta a défini les étapes d’un long empoisonnement et les remèdes qu’il fallait utiliser. Il mentionne également les antidotes et l’utilisation de substances traditionnelles pour contrer les effets de l'intoxication.

### Inde
Les armes empoisonnées ont été utilisées dans l'Inde ancienne, et les tactiques de guerre de l’Inde antique faisaient référence à des poisons. Un verset en sanscrit qui se lit "Jalam visravayet sarmavamavisravyam ca dusayet, ce qui se traduit par « les eaux de puits ont été contaminées par du poison, et donc polluées ».
Chānakya (c. 350–283 av. J.-C.), également connu sous le nom de Kautilya, a été conseiller et premier ministre à l’époque du premier empereur Maurya Chandragupta Maurya (c. 340–293 av. J.-C.). Kautilya a suggéré l’emploi de moyens tels que la séduction, l’utilisation d’armes secrètes et le poison à des fins politiques. Il a également recommandé des précautions détaillées pour prévenir les assassinats — la désignation de goûteurs pour les aliments et l’élaboration de moyens de détection du poison. En outre, la peine de mort pour les violations des arrêtés royaux a été souvent infligée par le poison.

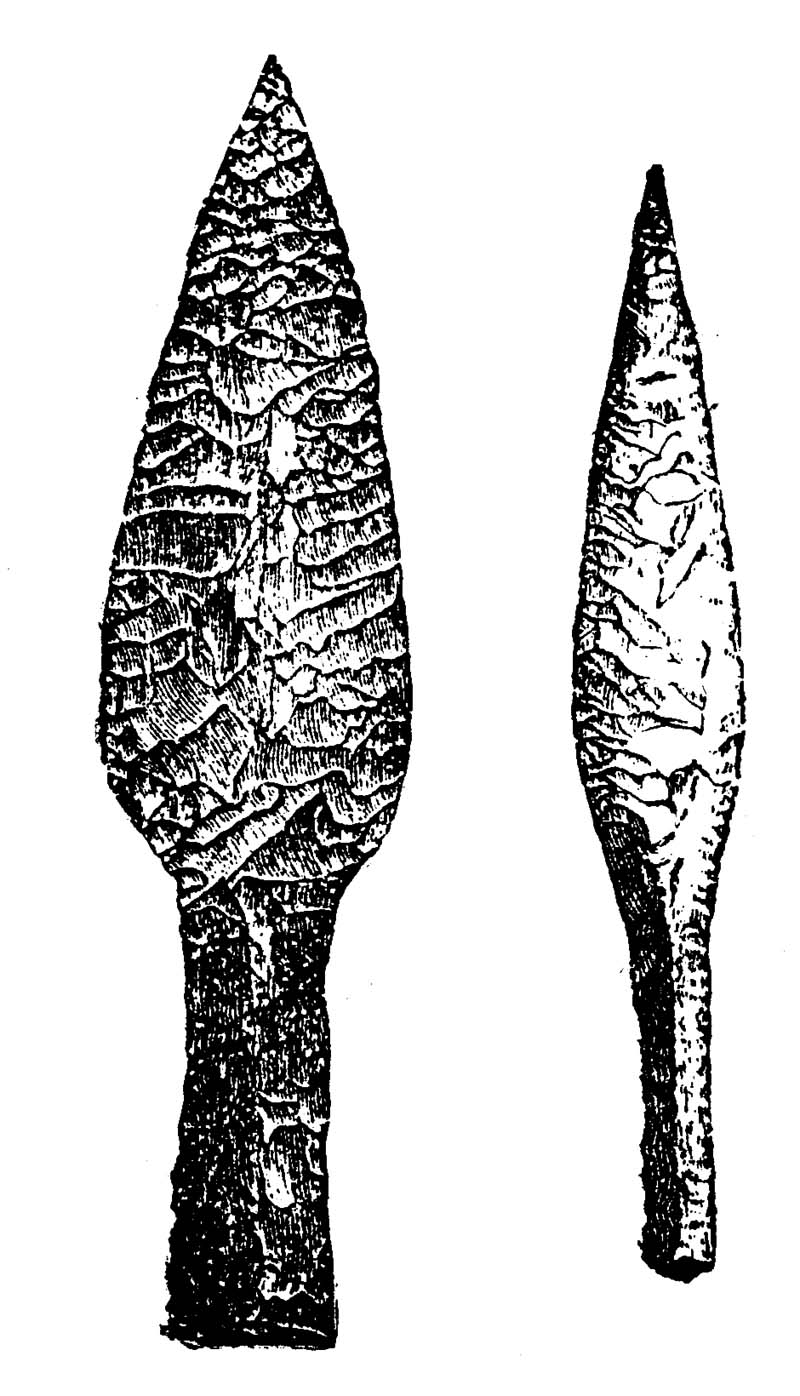
Exemples de pointes de flèches en silex, des armes utilisées pour la chasse dans l’antiquité.

### Égypte
Contrairement à ce qui s’est passé pour de nombreuses autres civilisations, la transcription écrite des connaissances égyptiennes sur l’usage des substances toxiques ne remonte pas au-delà de 300 av. J.-C. Toutefois, on pense généralement, d'après les textes les plus anciens, que le tout premier Pharaon égyptien connu, Ménès, a étudié les propriétés des plantes toxiques et des venins.
Plus tard cependant, on peut trouver la preuve de la connaissance des poisons dans l'Égypte ptolémaïque dans les écrits d'un alchimiste de l’antiquité, Agathodiamon (100 av. J.-C. environ), où il cite un minéral (non identifié) qui, mélangé avec le natron, produit un « poison de feu ». Il a décrit ce poison comme « disparaissant dans l'eau » pour donner une solution limpide. Selon une spéculation d’Emsley le « poison de feu » serait du trioxyde d'arsenic, les minéraux non identifiés seraient soit le réalgar soit l’orpiment, d’après la relation existant entre les minéraux non identifiés et ses autres écrits.
On pense que les Égyptiens ont également eu connaissance de l’existence de substances telles que l’antimoine, le cuivre, l’arsenic pur, le plomb, l’opium et la mandragore (entre autres). D'autres secrets ont été révélés dans les papyrus. On pense désormais que Les Égyptiens ont été les premiers à maîtriser correctement la distillation et à manipuler le poison qui peut être préparé à partir de noyaux de pêche.
Enfin, on sait que Cléopâtre s’est empoisonnée elle-même avec un aspic après avoir appris la disparition de Marc Antoine. Avant sa mort, elle aurait utilisé un grand nombre de ses serviteurs comme cobayes pour tester différents poisons, y compris la belladone, l’hyoscyamus niger et les fruits de l'arbre à strychnine (noix vomique).

### Rome

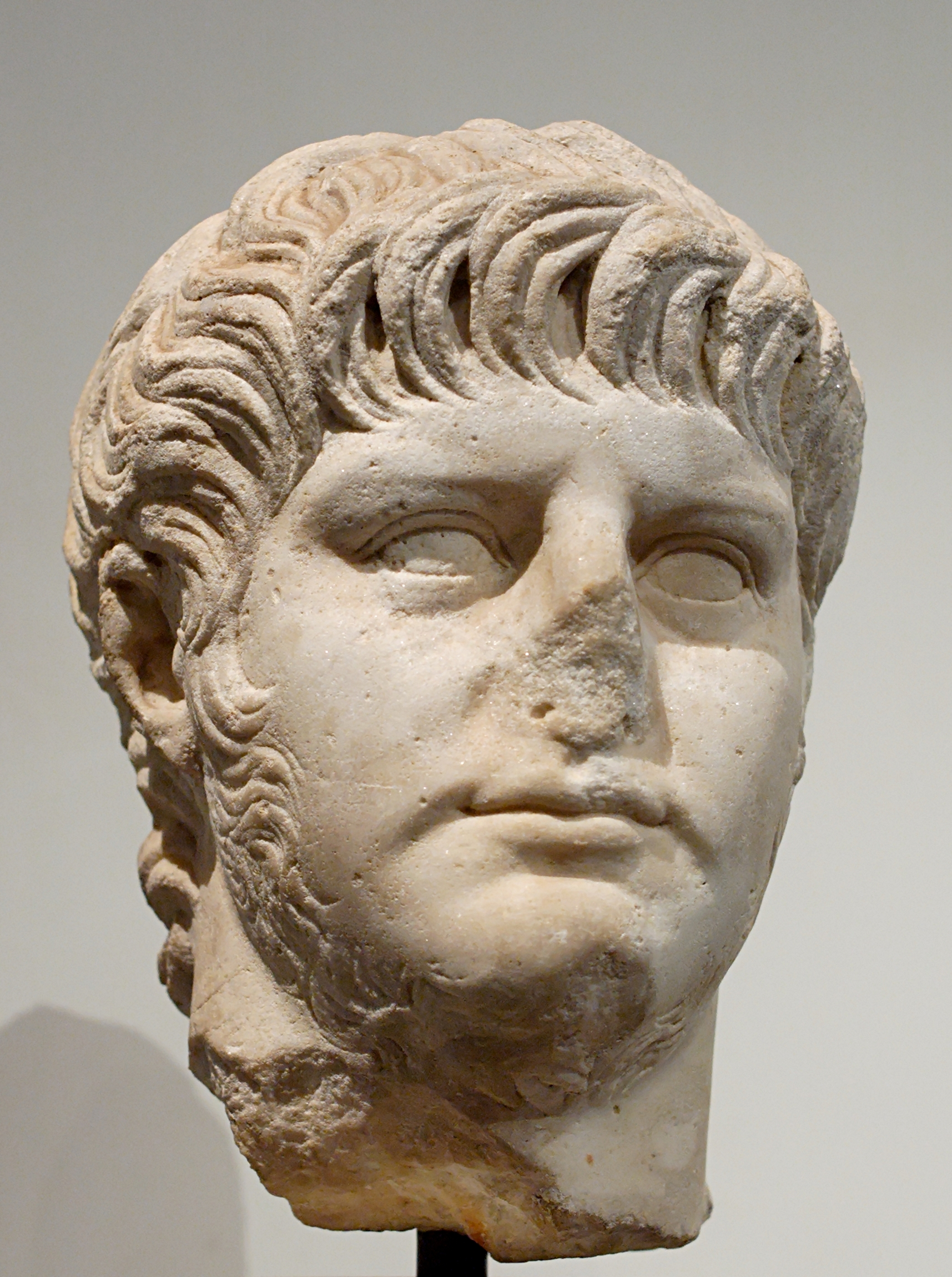
Un buste de l'empereur romain Néron, qui avoir a utilisé le cyanure pour se débarrasser des membres indésirables de sa famille.

À l'époque romaine, l'empoisonnement à la table du repas par la nourriture ou la boisson n'était pas exceptionnel, ni même rare et il est apparu dès 331 av J. C. Ces méthodes étaient utilisées pour diverses raisons dans toutes les classes sociales. L'écrivain Tite-Live décrit l'empoisonnement des membres de la classe supérieure et des nobles de Rome et l’empereur romain Néron est connu pour avoir usé de poisons sur ses proches, et même d’avoir recruté des empoisonneurs. Son poison préféré était, dit-on, le cyanure.
Le prédécesseur de Neron, Claude, aurait été empoisonné avec des champignons ou des poisons à base d’herbes. Toutefois, les comptes rendus de la mort de Claude varient considérablement suivant les auteurs. Halotus, son dégustateur, Xénophon son médecin, et la célèbre empoisonneuse Locuste ont tous été accusés d'avoir administré la substance mortelle, mais Agrippine sa dernière épouse, est celle qu’on suspecte le plus d'avoir organisé son assassinat et peut être même d’avoir elle-même administré le poison. Certains rapportent que Claude est mort dans d’atroces souffrances après avoir reçu une dose unique à son repas du soir, alors que certains disent que son état s’est d’abord un peu amélioré, avant qu’il soit une fois de plus empoisonné par une plume trempée dans du poison qui avait été introduite au fond de sa gorge sous prétexte de le faire vomir, ou encore qu’il aurait été empoisonné par une bouillie ou un lavement. Agrippine est considérée comme la meurtrière, parce qu'elle avait de l’ambition pour son fils Néron, et Claude commençait à la suspecter d’intriguer en sa faveur.

## Moyen Âge
Plus tard, dans l’Europe du Moyen Âge, lorsque la nature des substances toxiques a été connue autrement que par son usage en magie et en sorcellerie, des vendeurs et des fournisseurs de potions et de poisons, ont ouvert des boutiques connues sous le nom d’apothicaireries. Bien que l’usage des poisons en tant que médicaments soit maintenant connu, il n'était un secret pour personne que ceux qui achetaient ces poisons le faisaient pour des raisons beaucoup moins légitimes. Quant à ceux qui travaillaient dans ces apothicaireries ils s’exposaient à un risque considérable pour leur santé, du fait qu’ils travaillaient toujours à proximité de substances toxiques. À la même époque, dans d'autres régions du monde, les techniques de préparation des substances toxiques progressaient et, dans les pays arabes, certains avaient réussi à fabriquer de l'arsenic incolore, inodore et sans saveur lorsqu'il était mélangé à une boisson, méthode employée pendant au moins un millénaire.
Un extrait de l’œuvre de Chaucer, Les Contes de Canterbury, un texte qui était connu au XIVe siècle et au XVe siècle met en scène un tueur achetant un poison à un apothicaire pour venir à bout d’une pullulation de rats :

« Et aussitôt il s’en va — sans plus tarder —
 dans la ville vers un « pothicairerie 
 et priant qu’on veuille bien lui vendre 
 du poison, qui pourrait le débarrasser des rats... 
 l’apothicaire répondit : " tu auras 
 une chose qui, que Dieu me garde, 
 telle que, dans le monde entier il n'existe pas de créature 
 qui ait mangé ou bu une confiture de cette sorte
 non mais de la mouture de maïs ou de blé 
 car il perdra bientôt la vie 
 oui, il mourra de faim, tandis que 
 que tu ira d’un bon pas mais moins d’un mille 
 le poison est tellement fort et violent »

— Les Contes de Canterbury - Le Pardoner's Tale . Vers 565—581.
C'est un exemple classique d’œuvre littéraire citant le poison. Les poisons et les potions ont été un thème très populaire dans les œuvres de fiction, comme celles de Shakespeare. Il existait aussi des textes universitaires traitant de la question et les deux types d’œuvres, de fiction ou non, ont été écrites pour la plupart par des moines, dont le savoir et la sagesse étaient respectées et qui sont les auteurs d'une grande partie des travaux publiés sur le sujet.
Un exemple d’ouvrage qui n’est pas une œuvre de fiction est Le Livre des Venins, un livre décrivant les poisons connus à l'époque, leurs effets et leurs usages, écrit par Magister Santes de Ardoynis en 1424. Il a également détaillé les traitements les plus connus pour les empoisonnements.
Malgré cela, il est jugé probable que ces travaux n’ont pas été portés à la connaissance du public, mais conservés dans des cercles étroits à des fins d'études et de recherches.

### Réaction sociale
Si la vérité a été cachée, elle n'a pas empêché la naissance d’un folklore et la propagation de rumeurs sur les poisons et leur utilisation à des fins criminelles. Cela a provoqué une sorte de paranoïa dans toutes les couches de la société en Angleterre et en Europe. Cette vague d'inquiétude a été favorisée par la disponibilité d’un "médicament" suffisamment puissant pour être mortel lorsqu’il était secrètement administré en quantité suffisante — il fournissait un moyen facile à utiliser pour tuer, et de plus, subtil, discret et permettant généralement au criminel de rester anonyme.
C’est peut-être cette vague de paranoïa qui a balayé les rues, ou encore la nécessité pour le public d’obtenir des réponses sur ces toxiques, mais les livres sur les moyens de lutte contre les poisons ont eu beaucoup de succès et ont largement attisé la montée de l'anxiété, même si elle était généralement totalement infondée.
Naturellement, des vendeurs de livres avisés ont cherché à attiser cette inquiétude dans leur stratégie de marketing et à exagérer le risque pour inciter les gens à acheter leurs livres à la recherche d'une impossible sécurité. D'autres commerçants comme les joailliers proposaient des amulettes censées protéger des effets du poison et certains médecins vendaient des remèdes magiques, tout ce monde aura tiré beaucoup de profits de cette période de doute.
L'information réclamée par le public provenait d'eux, des connaissances considérées comme un trésor pour les savants et les scientifiques, et le public était abandonné à lui-même pour échafauder ses propres hypothèses.

## Empires d’Asie de la fin du Moyen Âge
Malgré les effets négatifs du poison, qui étaient si évidents dans ces temps reculés, des remèdes ont été découverts à partir du poison, même au moment où il était détesté par la majorité de la population. Un exemple peut être trouvé dans les œuvres de Rhazes un médecin, philosophe et savant perse, né en Iran, auteur du Secret des Secrets, une énumération de composés chimiques, minéraux et autres, dont il avait dressé une liste interminable. Rhazès fut le premier homme à distiller l'alcool et à l'utiliser comme anti-septique et celui qui a suggéré que le mercure pouvait être utilisé comme laxatif. Il a fait des découvertes relatives à un chlorure de mercure appelé sublimé corrosif. Une pommade dérivée de ce sublimé a été utilisée pour guérir ce que Rhazes décrit comme « le prurit », qui est maintenant connu comme étant la gale. Ce traitement s'est avéré efficace en raison de la nature toxique du mercure et de sa capacité à pénétrer la peau, lui permettant d'éliminer la maladie et les démangeaisons.
En Inde, l’époque troublée des XIVe et XVe siècles le Rajasthan a connu des invasions dans le pays Râjput. Les femmes Rajput pratiquaient la coutume du Jauhar (littéralement la prise de vie) lorsque leurs fils, frères ou maris affrontaient une mort certaine au combat. Le Jauhar était pratiqué à l'intérieur de la caste des guerriers Kshatriya pour leur éviter le triste sort de l'asservissement, de l'esclavage, du viol, ou de la mise à mort par les forces d'invasion.

## Renaissance
Au moment de la Renaissance, le recours au poison pour des motivations illégales et répréhensibles a atteint son point culminant, il est sans doute devenu un outil essentiel pour tout assassin ou meurtrier. Ce pic de popularité du poison dans les cercles criminels était probablement dû, au moins en partie, aux nouvelles découvertes qui avaient été faites sur les poisons. Les alchimistes Italiens ont été les premiers à réaliser, au cours du14ème et du XVe siècle, le potentiel de la combinaison de plusieurs substances toxiques pour créer un effet encore plus puissant que la simple addition des effets de chaque substance prise isolément, et d'autres nouvelles propriétés des poisons sont devenues plus claires. Un nouveau domaine de la science était en train de naître, la discipline connue aujourd'hui sous le nom de toxicologie.
Mais la notion de poison, au sein de la société, était tellement étroitement associée à l’idée d’homicide que l'on craignait même de participer à un dîner, de peur que la nourriture ou les boissons ne soient empoisonnées par l'hôte ou l'un des invités.

### Les Borgia

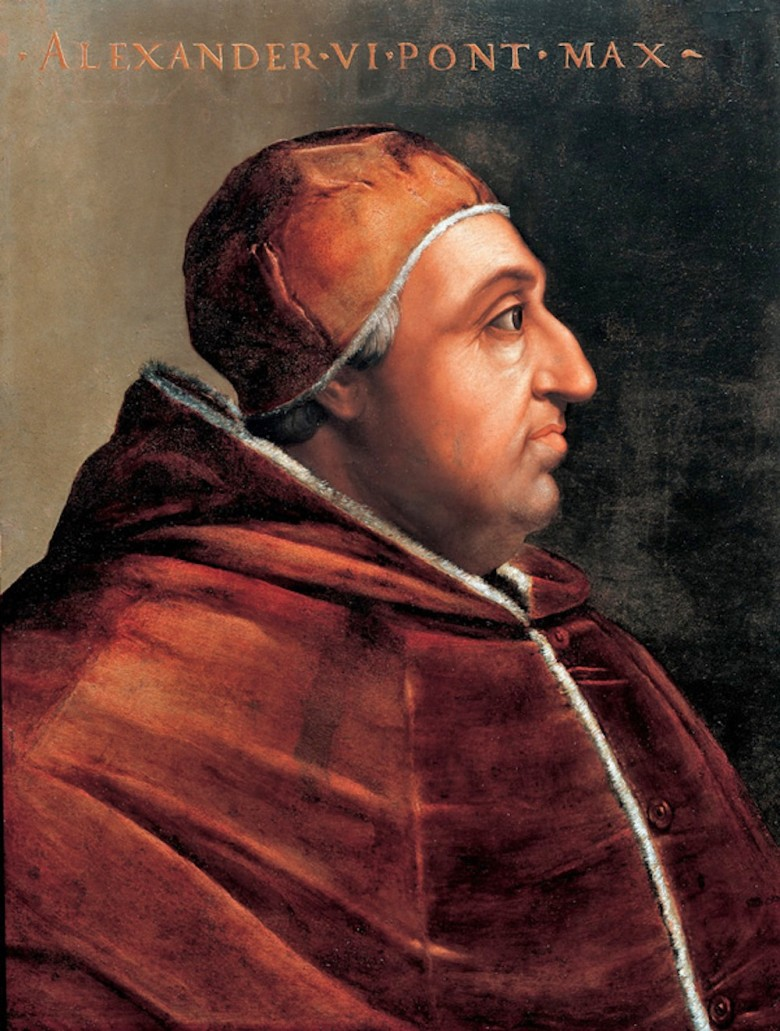
Le très controversé Pape Alexandre, également connu sous son nom de naissance Roderic Borja.

César Borgia est le fils du Pape Alexandre VI, peut-être l'un des papes dont la légitimité a été la plus contestée, parce qu’il avait utilisé son pouvoir pour promouvoir ses cinq fils à de hautes fonctions. Il avait la réputation d'être un homme rude et sans pitié, il était craint et on le fuyait. Borgia a été célèbre, non seulement parce qu’il était le fils d'un homme très controversé, mais aussi parce qu'il était connu pour être un meurtrier faisant usage du poison. Dans la citation suivante, Apollinaire décrit ce qu'il considère comme une sorte de « Recette Borgia » utilisée pour l'élimination de ses adversaires :

« La Cantarella. La substance que Borgia utilisait conjointement avec l’arsenic, mais sans le savoir, était le phosphore, un secret qui avait été divulgué aux Borgia par un moine espagnol, qui connaissait aussi l'antidote spécifique, ainsi qu’un antidote pour l'arsenic, on voit donc qu'ils étaient bien armés. »

— Guillaume Apollinaire
Après la mort du père de César Borgia, circulèrent de nombreuses rumeurs colportant plusieurs théories sur la cause de la mort du pape, même si pour la plupart des gens il s’agissait bien d’un horrible meurtre, probablement par empoisonnement. L'idée d’Apollinaire était que le pape avait été empoisonné par le vin qui était en fait destiné à un autre convive, assis à la table du dîner, le Cardinal de corneto. Sanuto a défendu une théorie similaire, au détail près qu’il mentionnait une boîte de sucreries, au lieu du vin. Quelle qu’en soit la cause, la mort du pape a suscité peu de regrets, elle était attendue après le scandaleux exercice de son pontificat. Des preuves historiques donnent à penser que le pape a effectivement été empoisonné de quelque manière que ce soit, car lorsque son corps a été exposé, il était dans un état de décomposition particulièrement avancé. Afin de ne pas donner prise à la suspicion, il n'a été exposé que de nuit et à la lumière des chandelles.
La disparition de César Borgia n'a pas suscité beaucoup de tristesse non plus, du fait de la réputation qu'il s’était lui-même forgée. Toutefois, sa sœur Lucrèce a porté le deuil de cet homme qui avait été accusé de nombreux crimes. Lucrèce a également été considérée comme une meurtrière, elle peut en effet être tenue pour responsable de certains des méfaits de César. Toutefois, les nombreux travaux d'historiens tendent à réhabiliter sa mémoire, et montrent qu'elle était davantage un instrument politique pour son père et son frère, tendant à résister contre leurs méfaits bien qu'elle ne pouvait les empêcher.

### Conseil des dix
Au XVIe siècle, l'usage du poison est devenu une sorte d'art et, dans plusieurs villes d’Italie, y compris Venise et Rome, il existait des écoles enseignant les méthodes de l’empoisonnement et l'art qui en était issu. Plus tôt, au XVe siècle, une guilde des alchimistes et empoisonneurs connue sous le nom de Conseil des Dix a été formée. Cette secte d’empoisonneurs concluait des contrats d’assassinat avec les personnes qui lui donnaient suffisamment d'argent, et généralement toute personne sur la tête de qui un contrat avait été conclu était assassinée, tuée par une dose indétectable de substances létales.

### Neopoliani Magioe Naturalis
Le Neopoliani Magioe Naturalis est une publication imprimée pour la première fois juste avant 1590 qui détaillait les subtilités de l'art de l'empoisonnement, et les méthodes les plus efficaces pour commettre un homicide à l'aide de poisons. Le moyen le plus efficace de tuer quelqu'un avec du poison, selon cet ouvrage, était de droguer le vin de quelqu'un, une méthode qui était très populaire à l'époque. Un « mélange très fort » préconisé dans le livre était le Veninum Lupinum qui se composait d'un mélange de d’aconit, de taxus baccata, d’oxyde de calcium, d’arsenic, d’amandes amères et de poudre de verre mélangés avec du miel. Le produit final était une pilule dont la taille approximative était celle d'une noix.

## XVIe–XVIIIesiècle
À la fin du XVIe siècle, l'art et la vogue du poison s’étaient déplacés de l'Italie vers la France, où l'intoxication criminelle est devenue de plus en plus fréquente. On estime que, dans les années 1570, il y avait une trentaine de milliers de personnes, à Paris seulement, qui utilisaient le poison ou qui avaient un lien avec l’utilisation du poison d’une manière illégale ou de façon immorale. Il était de plus en plus décrit comme un « fléau » ou une « épidémie ». Et cette épidémie, tout en contribuant de toute évidence beaucoup à la mortalité, a également grandement affecté les citoyens qui n'avaient aucun lien avec le poison.

Beaucoup de gens, surtout les nobles, avaient très peur d'être empoisonnés. Ils ne participaient qu’aux seuls dîners les plus dignes de confiance, et recrutaient uniquement des serviteurs triés sur le volet.

Parmi plusieurs exemples de personnes célèbres ou de très haute extraction qui avaient très peur de l'empoisonnement citons à la fois Henriette d'Angleterre et Henri IV. La princesse Henriette d'Angleterre avait tellement peur de l'empoisonnement qu'elle fait immédiatement supposer qu’elle était empoisonnée quand elle a été atteinte d’une péritonite à la suite d'une perforation d’ulcère duodénal, alors qu’on raconte qu’Henri IV, en visite au Louvre, n’avait consommé que des œufs qu'il avait lui-même cuit, et bu seulement l'eau qu'il s’était lui-même versée. Plus tard, en 1662, Louis XIV a limité la commercialisation des poisons dans les apothicaireries et certains poisons ont été interdits à la vente, sauf pour les personnes que le commerçant connaissait comme étant dignes de confiance.
Les alchimistes dignes de confiance, cependant, sont devenus difficiles à trouver au cours de cette période, beaucoup d'entre eux étaient des escrocs et trompaient leurs clients et le grand public en leur faisant croire que le Mercure, était un élément « de base » — à partir duquel étaient invariablement composés toutes les autres substances — qu’il était possible de le transmuter en or et en d’autres métaux précieux. Alors que beaucoup d’entre eux ont tiré profit de cette croyance, d'autres ont réellement tenté, au nom de la science, de fabriquer de l'or avec des éléments de moindre valeur. Ces alchimistes étaient mobilisés vers le même objectif, celui d'atteindre trois objets devenus mythiques dans la quête de l’alchimie : la pierre philosophale, capable de changer les métaux ordinaires en or pur, l’Élixir de longue vie, qui allongeait la durée de la vie, et, enfin l’Alkahest, une substance qui était capable de dissoudre toutes les autres. La poursuite de ces objectifs fantastiques, mais menée de manière scientifique a considérablement retardé le progrès de la science alchimique, du fait que ces objectifs étaient finalement impossibles à atteindre.

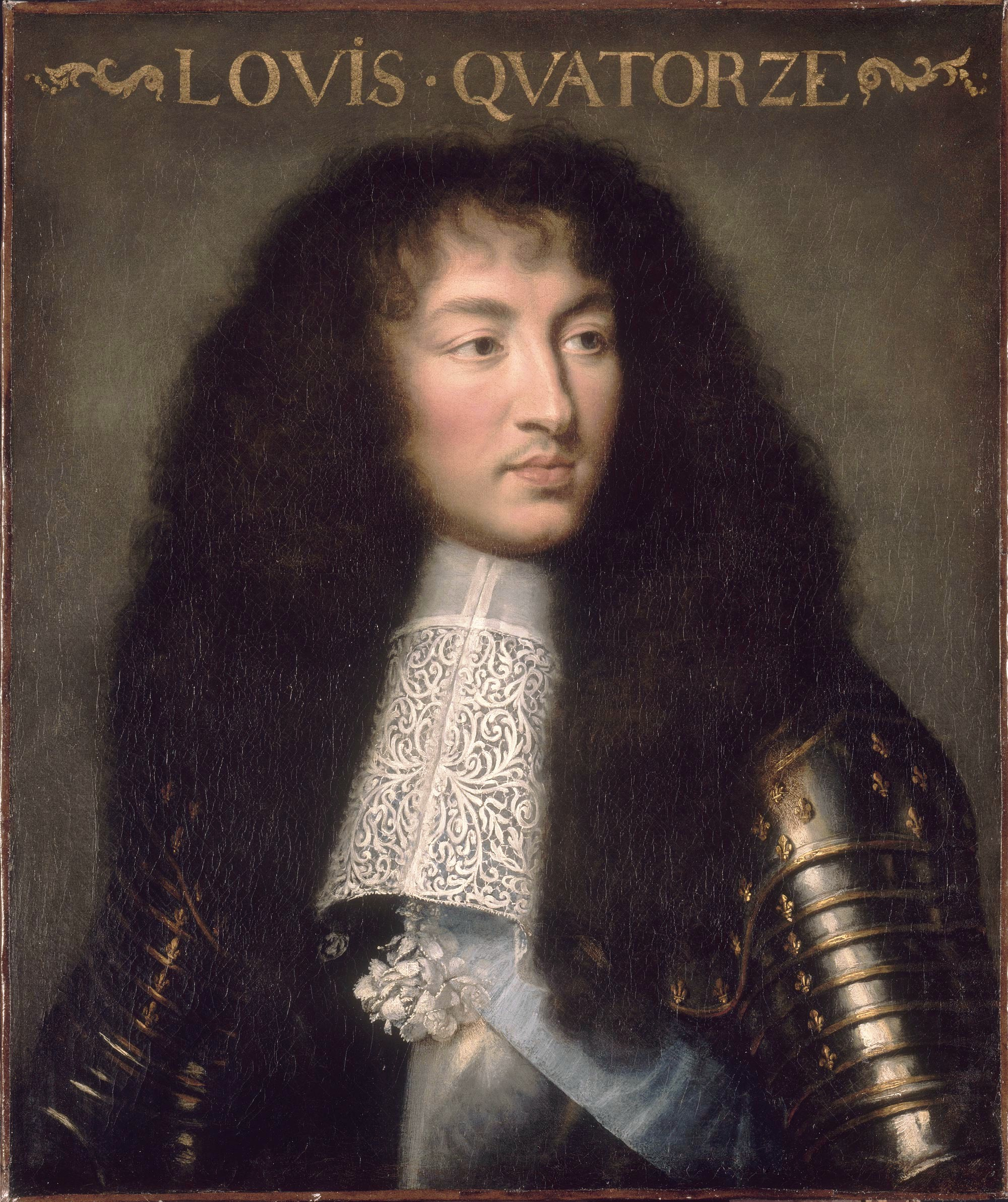
Louis XIV.

### Chambre ardente
Au moment même de l'interdiction des poisons, les prêtres de Notre-Dame de Paris stupéfaits du nombre de confessions liées à des empoisonnements, ont décidé d'informer le roi sur le déroulement de cette dramatique « épidémie » de poisons. En réponse, le roi a créé un ordre spécialisé pour les enquêtes sur les cas d'empoisonnement appelé la « Chambre ardente », et l'enquête elle-même est connue sous le nom d’affaire des Poisons . Le drame de la marquise de Brinvilliers, qui empoisonna de nombreux membres de sa famille pour des histoires de succession, marque le début de cette période sombre du règne de Louis XIV.
Malgré le fait que les inquisiteurs étaient missionnés par le souverain lui-même, ils ont échoué à confondre beaucoup d’empoisonneurs de la pire espèce et de la plus meurtrière, qui avaient probablement de multiples complicités qu’ils ont fait jouer pour se soustraire au châtiment. Toutefois, tout au long de la vie de l'ordre, environ 442 personnes ont été arrêtées et condamnées. Les travaux de l’ordre ont provoqué un retour de flamme, ou un effet pervers, qui a été de focaliser l'intérêt sur les poisons et la façon de les utiliser et, inexplicablement, de nombreuses personnes ont été incitées à participer effectivement et activement à des empoisonnements, après la parution d'une ordonnance destinée à réduire le nombre d’empoisonnements.

### Espagne

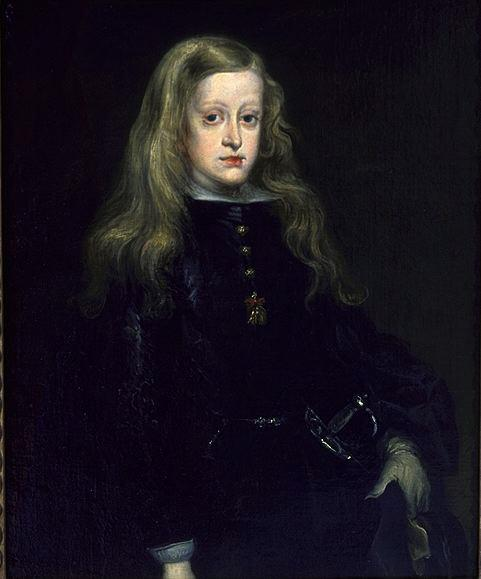
Carlos II, ou Charles II, d’Espagne.

Alors que les criminels d’Italie et d’Angleterre ont été les premiers à utiliser le poison comme arme pour tuer ou blesser, au cours de cette période le recours au poison a vraiment commencé à se répandre dans toute l'Europe.

L’Empire espagnol s’est distingué en commettant, par un moyen ou par un autre, plusieurs tentatives d’assassinat infructueuses contre la Reine Élisabeth d'Angleterre. Un certain Dr Rodrigo Lopez, un médecin juif, est venu d'Espagne pour tuer la reine, mais il a été capturé et plus tard pendu et écartelé pour ce complot, même si Élisabeth elle-même et Robert Cecil doutaient de sa culpabilité. On pense que par certains aspects, le personnage de Shylock dans la pièce de Shakespeare le Marchand de Venise se réfère peut être à ce Dr Lopez ou a été inspiré par lui.

Après cet incident, la nourriture de la reine a dû être goûtée pour éviter un empoisonnement, et une plus grande surveillance a été mise en œuvre. Il a même été dit qu’elle prenait des antidotes chaque semaine, comme moyen de protection.
En revanche, les tentatives de régicide par poison ont également été perpétrées en Espagne, par plusieurs personnes ou groupes qui voulaient tuer les monarques. Une tentative réussie (probablement une des rares en Europe) aurait été l'empoisonnement de Marie Louise, l’épouse de Charles II qui est décédée subitement en septembre 1689.

## XXesiècle
La même tendance s’est poursuivie pendant l’époque victorienne, et a été toujours été définie comme une sorte d'épidémie. Le poison était encore considéré comme l'un des moyens les plus faciles et les plus simples de commettre un meurtre. Toutefois, plusieurs changements sont intervenus dans l'ère victorienne, tels que l'apparition de l’assurance-vie, de l’industrie, qui ont fait l'empoisonnement un crime "à la mode", compte tenu de la garantie d’un profit lucratif par le meurtre d’une personne dont la vie était assurée par une garantie élevée fixée sur sa tête. Mais quand est survenu le tournant des années 1900 les techniques pour prévenir l’empoisonnement se sont améliorées et sont devenues plus efficaces et les empoisonneurs ont rencontré davantage de difficultés que dans les siècles précédents.

Il fallait désormais être plus soigneux et mieux organisé pour déjouer les techniques désormais opérationnelles employées contre les apprentis empoisonneurs.

### Poisons anciens
Les poisons utilisés dans le passé étaient également connus par les meurtriers du XXe siècle. Au début du XXe siècle, l'arsenic était souvent utilisé, mais au milieu du siècle, le cyanure est devenu très populaire. Il a été utilisé au cours de la seconde Guerre mondiale, après leur capture par les nazis, par des agents de la Résistance qui voulaient se suicider pour échapper aux tortures odieuses de leurs ennemis. Le dignitaire nazi Hermann Göring, l’a même utilisé pour mettre fin à ses jours pendant la nuit précédant son exécution qui devait survenir par pendaison au cours du procès de Nuremberg.Adolf Hitler a également pris une pilule de cyanure en même temps que sa femme, Eva Braun.
Toutefois, de nouvelles substances toxiques ont été plus fréquemment utilisées pour faire progresser les connaissances dans le domaine de la science toxicologique. De cette façon, disposant d’un poison nouveau et inconnu, un empoisonneur pouvait tuer quelqu'un et le décès pouvait être attribué à tort à un cas malheureux de maladie rare. Cela a mis une nouvelle pression sur la toxicologie et d'autres branches de la science travaillant sur les poisons et les toxicologues ont dû travailler sans relâche pour maintenir leur avance sur des criminels qui utilisaient des poisons jamais rencontrés auparavant.

## De nos jours
À la fin du XXe siècle, un nombre croissant de produits utilisés dans la vie quotidienne se sont révélés toxiques. Aujourd'hui le risque d'intoxication est surtout accidentel, le poison étant absorbé par erreur ou par accident. Ces problèmes surviennent plus fréquemment chez les enfants, et les intoxications sont la 4e cause la plus fréquente de décès chez les enfants. Les ingestions accidentelles concernent le plus souvent les enfants de moins de 5 ans.
Toutefois, les hôpitaux et les services d’urgences se sont beaucoup améliorés par rapport à la première moitié du XXe siècle et les antidotes sont plus facilement disponibles.

Des antidotes ont été découverts pour de nombreux poisons, et ceux qui correspondent à quelques-uns des poisons les plus communément rencontrés sont répertoriés dans le tableau ci-dessous :
| Poison/Toxique                                        | Antidote                                                      | Antidote |
| ----------------------------------------------------- | ------------------------------------------------------------- | -------- |
| paracétamol (acétaminophène)                          | acétylcystéine                                                |          |
| anticoagulants anti-vitamine K, par exemple warfarine | vitamine K, protamine                                         |          |
| narcotiques/opioïdes                                  | naloxone                                                      |          |
| fer (et autres métaux lourds)                         | déféroxamine                                                  |          |
| benzodiazépines                                       | flumazénil                                                    |          |
| éthylène glycol                                       | éthanol ou fomépizole                                         |          |
| méthanol                                              | éthanol ou fomépizole,                                        |          |
| cyanure                                               | nitrite d'amyle, nitrite de sodium, et thiosulfate de sodium, |          |

Toutefois, le poison reste encore aujourd'hui une arme utilisée pour commettre des meurtres, mais cette méthode n'est plus aussi populaire que par le passé, probablement en raison d’un plus large éventail de moyens disponibles pour tuer des gens et que d'autres facteurs doivent être pris en considération.
L'un des cas les plus récents de mort par empoisonnement a été celui du dissident russe Alexandre Litvinenko, décédé en 2006 d’un syndrome d'irradiation aiguë provoqué par le polonium-210 dans des circonstances très suspectes.

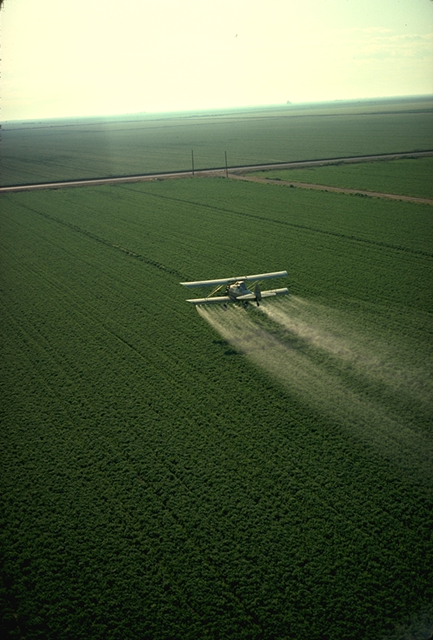
Un avion d’épandage agricole pulvérisant des pesticides.

### Autres usages
Aujourd'hui, le poison est utilisé dans des circonstances beaucoup plus variées qu’auparavant. Par exemple, le poison peut être utilisé pour éliminer une infestation par des parasites ou pour détruire les mauvaises herbes. Ces produits chimiques, désignés sous le nom de pesticides, sont connus et utilisés sous une certaine forme depuis 2500 av. J.-C. environ. Toutefois, l'usage des pesticides a incroyablement augmenté à partir de 1950, et actuellement environ 2,5 millions de tonnes de pesticides industriels sont utilisées chaque année. D'autres poisons peuvent également être utilisés pour la conservation des aliments et des matériaux de construction.

### Pays en voie de développement
Aujourd'hui, pour les peuples de nombreux pays en voie développement tels que certaines parties de l'Afrique, de l'Amérique du Sud et de l'Asie, l'emploi du poison comme arme de chasse et d'attaque perdure encore.
En Afrique, certaines flèches empoisonnées sont fabriquées à partir d’ingrédients végétaux tels que ceux provenant d’une plante, l’Acokanthera. Cette plante contient de la ouabaïne qui est un glycoside cardiotoxique, comme le laurier rose et l’asclepias. Les flèches empoisonnées sont également utilisées dans la jungle d’Assam, en Birmanie et en Malaisie. Les ingrédients utilisés pour la fabrication de ces poisons sont principalement extraits de plantes des genres ’Antiaris , Strychnos  et Strophanthus, ainsi l’Antiaris toxicaria (Un arbre de la famille du mûrier et de l’arbre à pain), par exemple, est utilisé dans l’ île de Java en Indonésie, ainsi que dans plusieurs îles de la région.
Le jus ou les extraits liquides dont la pointe de flèche est enduite, provoquent chez la cible une paralysie, des convulsions et / ou un arrêt cardiaque, presque sur le champ en raison de la rapidité d’action du poison.
En plus des poisons à base de plantes, il en existe d'autres qui sont fabriqués à partir d’animaux. Par exemple, la larve ou la chrysalide d'une espèce de coléoptère du Nord du Kalahari est utilisée pour fabriquer un poison d’action lente qui peut être très utile lors de la chasse. Le coléoptère lui-même est appliqué sur la flèche, en écrasant son contenu directement sur la pointe. La sève de différentes plantes est ensuite mélangée pour servir de colle. Toutefois, au lieu de la sève des plantes, on peut aussi utiliser une poudre faite de cadavres de larves éviscérées.